# Microrregión de Andrelandia
La microrregión de Andrelándia es una de las  microrregiones del estado brasileño de Minas Gerais perteneciente a la mesorregión Mesorregión del sur y Sudoeste de Minas. Su población fue estimada en 2006 por el IBGE en 75.631 habitantes y está dividida en trece municipios. Posee un área total de 5.034,106 km².

## Municipios
- Aiuruoca
- Andrelândia
- Arantina
- Bocaina de Minas
- Bueno Jardín de Minas
- Carvalhos
- Cruzília
- Liberdade
- Minduri
- Passa-Vinte
- San Vicente de Minas
- Seritinga
- Serranos

- Datos: Q2565840